# Габель, Станислав Иванович
Станислав Иванович Габель (1849—1924) — оперный певец (бас-кантанте), вокальный педагог, композитор, режиссёр. Заслуженный артист Республики (1923).
В Петербургской консерватории хранится портрет С. И. Габеля работы художника С. С. Егорнова.

## Биография
Станислав Габель родился 25 апреля (7 мая) 1849 года в селе Дудари Киевской губернии.

## Учеба
С раннего детства Станислав Габель рос в музыкальной обстановке и с девяти лет обучался игре на фортепиано; несмотря на то, что отец будущего певца был драгунским полковником, он играл на многих музыкальных инструментах и устраивал в своем киевском доме музыкальные концерты.
Музыкой и пением занимался в киевской гимназии, после окончания которой в течение 1866—1870 гг. учился в Варшавском музыкальном институте, где его педагогами были: по классу фортепиано — Ю. Янота и Р. Стробль, по классу пения с 1868 (Вокально-энциклопедический словарь называет 1866 год) — Ф. Чиаффеи, по теории музыки С. Монюшко. Сразу после этого в течение 3-х лет, 1870—1873 гг. продолжил обучение в Западной Европе: в Милане и Париже у сына знаменитого Лаблаша, тоже музыканта. В 1874 году вернулся в Россию.
В этот период выступал в концертах, причем и как певец, и как пианист, принимал участие в оперных постановках, в частности в опере «Рождественская ночь» Н. Лы́сенко, вторая редакция, исполнил партию Пацюка в киевском театре.
Затем решил продолжить образование, для чего уехал в Петербург и поступил в Петербургскую консерваторию, где учился 1875—1879 годы у К.Эверарди по классу пения и В. Самуся.

## Преподавательская работа
После окончания Петербургской консерватории там же остался преподавать — сначала как помощник класса К.Эверарди, а с 1884 самостоятельно; с 1886 года — профессор, в 1911, по предложению А. К. Глазунова, получил звание заслуженного профессора, руководил классом сольного пения, зав. оперным классом (вместе с И. И. Палечеком). Там же ставил ученические спектакли, среди его постановок: «Фиделио» Л. Бетховена, «Свадьба Фигаро» В. А. Моцарта, «Дон Жуан» В. А. Моцарта. В 1899 дирижировал премьерой оперы «Среди разбойников» А. Рубинштейна в Петербурге. В Петербургской, затем Ленинградской, консерватории работал до 1923.
Всего проработал педагогом 44 года. Среди его учеников: Б. Б. Амирджан, П. З. Андреев, О. В. Басманова, А. П. Боначич, А. М. Брагин, Д. И. Бухтояров, Б. С. Вепринский, В. Я. Викторов, М. Генджян, В. Грохольский, Хенрик Дрцевики, А. Ермаков, И. В. Ершов, С. И. Ильин, М. Н. Инсарова, К. С. Исаченко, О. И. Камионский, М. Н. Каракаш, Е. Карклинь, В. И. Касторский (С. Габель через год выгнал его из своего класса «за безголосие и бездарность», впоследствии признав собственную ошибку), Н. Н. Кедров, В. Киселев, В. Кружилина, В. И. Куза, П. Я. Курзнер, А. М. Лабинский, Л. Лавровский-Клюзнер, И. Левидов, М. Луначарский, А. Матвеев (сценический псевдоним Васильев), А. А. Матова, С. Мигай, Г. Морской, Л. Новский, Н. М. Нолле, Фёдор В. Павловский, К. И. Петраускас, М. М. Резунов, Н. Сафонов, А. В. Секар-Рожанский, Э. Седльницкий, М. Софронов, Ш. Тальян, П. Тихонов, И. С. Томарс, Б. М. Фрейдков, К. Е. Цветов, Р. Чаров, А. Чернов, Н. П. Чистяков.
Кроме того, в это же время с 1894 г. работал педагогом-репетитором в императорском Мариинском театре.
Помимо основной педагогической работы занимался собственным творчеством: концертировал и сочинял.

## Концертная работа
Принимал участие в концертах (в украинских концертах, хора петербургских студентов и в славянских концертах в зале петербургского «Соляного городка», в исполнении оперных сцен), в 1881 исполнил сольную партию в «Реквиеме» Дж. Верди п/у Э. Пуфгольда в Павловском вокзале. Был первым исполнителем партий: Кау-Цинга («Сын мандарина» Ц. Кюи, 1879), Светлейшего и Пана Головы («Вакула кузнец» Н. Соловьёва, 1880).

## Композиторская работа
С. И. Габель является автором нескольких романсов (СПб., 1881):
- «Сосна», стихи М. Лермонтова
- «Мой гений» («О, память сердца»), стихи К. Батюшкова;
- «Голос в лесу», стихи А. Майкова;
- «Пахарь и цветок»; «Зачем поблекли розы», переводы из Гейне;
- «Море воет, море стонет», стихи Д. Давыдова.

С. И. Габель принял участие в составлении и редактировании сборника: Репертуар певиц и певцов: Собрание арий, каватин и романсов из лучших классических и современных произведений… 11 выпусков. Вып. I—V (сопрано), VI—VII (меццо-сопрано), VIII, IX (тенор), Х (баритон), XI (бас). — СПб.; М., 1888—1890.
С. Габелю посвятили свои романсы В. Орлов («Восточный цветок», 1896) и Н. Римский-Корсаков («Эхо», op. 45 1, 1897).